# Криша (гора)
Криша (рос. Крыша) — гора острова Ратманова. Найвища точка (505 м) острова, а також найвища точка всієї групи островів Діоміда. Адміністративно знаходиться в Чукотському районі Чукотського автономного округу Росії.
Криша знаходиться на маленькому хребті, що утворений двома скатами (малим південним і пологим північним).
З гори проглядається величезна акваторія Берингової протоки, що представляє цінність для орнітологів, біологічних океанологів і прикордонників.
У вершини лежать уламки розбитого радянського Іл-14. Також на південному схилі є кілька будівель.

## Топографічні карти
- Аркуш карти Q-2-XXIII,XXIV о-ва Диомида. Масштаб: 1 : 200 000. Стан місцевості на 197? р. (рос.)